# Christopher Meloni
Christopher Peter Meloni (Washington, 2 april 1961) is een Amerikaanse acteur vooral bekend door zijn rollen als detective Elliot Stabler in de NBC-politieserie Law & Order: Special Victims Unit en als de biseksuele seriemoordenaar Chris Keller in HBO's Oz.
Meloni is een zoon van Cecile en Robert Meloni. Hij is via zijn familie afkomstig uit Franstalig Canada en daarvoor Italië. Meloni is een naam die veel op Sardinië voorkomt. Hij bezocht de St. Stephen's School, nu St. Stephen's & St. Agnes School, en de University of Colorado at Boulder waar hij eerst onderwijs in acteren volgde en in 1983 een graad in geschiedenis verwierf. Meloni ging naar New York waar hij verderging met zijn studie met Sanford Meisner aan het bekende Neighborhood Playhouse.
Na allerlei baantjes ging Meloni met zijn acteerloopbaan beginnen in kleinere rolletjes zoals de zoon van een maffiabaas in de in 1996 gemaakte thriller Bound.
Law & Order-producer Dick Wolf nam hem in 1999 op in zijn team voor deze serie.
Meloni is gehuwd met Doris Sherman Williams en zij hebben twee kinderen, een dochter Sophia Eva Pietra (2000), en een zoon Dante Amadeo (2004).

## Filmografie
| Film        | Film                                                    | Film                       | Film                                                                               |
| Jaar        | Film                                                    | Rol                        | Bijzonderheden                                                                     |
| ----------- | ------------------------------------------------------- | -------------------------- | ---------------------------------------------------------------------------------- |
| 1994        | Clean Slate                                             | Lijfwacht                  |                                                                                    |
| 1994        | Junior                                                  | Mr. Lanzarotta             |                                                                                    |
| 1995        | Twelve Monkeys                                          | Lt. Halperin               |                                                                                    |
| 1996        | Bound                                                   | Johnnie Marzzone           |                                                                                    |
| 1997        | The Small Hours                                         |                            |                                                                                    |
| 1998        | Brown's Requiem                                         | Sergeant Cavanah           |                                                                                    |
| 1998        | Fear and Loathing in Las Vegas                          | Sven, Hotelbediende        |                                                                                    |
| 1998        | The Souler Opposite                                     | Barry Singer               |                                                                                    |
| 1999        | Carlo's Wake                                            | Bennetto Torello           |                                                                                    |
| 1999        | Runaway Bride                                           | Bob Kelly                  |                                                                                    |
| 2001        | Wet Hot American Summer                                 | Gene                       |                                                                                    |
| 2002        | That Brief Moment                                       | Ken                        |                                                                                    |
| 2004        | Harold & Kumar Go to White Castle                       | Freakshow                  |                                                                                    |
| 2007        | Carriers                                                | Frank                      |                                                                                    |
| 2008        | Harold & Kumar Escape from Guantanamo Bay               |                            |                                                                                    |
| 2008        | Nights in Rodanthe                                      | Jack Willis                |                                                                                    |
| 2009        | Brief Interviews with Hideous Men                       |                            |                                                                                    |
| 2009        | Carriers                                                | Frank                      |                                                                                    |
| 2010        | Green Lantern: First Flight                             | Hal Jordan                 | stem                                                                               |
| 2011        | National Lampoon's Dirty Movie                          | The Producer               |                                                                                    |
| 2013        | Man of Steel                                            | Colonel Nathan Hardy       |                                                                                    |
| 2013        | 42                                                      | Leo Durocher               |                                                                                    |
| 2014        | Awful Nice                                              | Jon Charbineau             |                                                                                    |
| 2014        | White Bird in a Blizzard                                | Brock Connors              |                                                                                    |
| 2014        | Small Time                                              | Al Klein                   |                                                                                    |
| 2014        | They Came Together                                      | Roland                     |                                                                                    |
| 2014        | Sin City: A Dame to Kill For                            | Mort                       |                                                                                    |
| 2015        | The Diary of a Teenage Girl                             | Pascal                     |                                                                                    |
| 2016        | Marauders                                               | Jonathan Montgomery        |                                                                                    |
| 2016        | I Am Wrath                                              | Dennis                     |                                                                                    |
| 2024        | IF                                                      | Cosmo                      | stem                                                                               |
| Televisie   |                                                         |                            |                                                                                    |
| Jaar        | Titel                                                   | Rol                        | Bijzonderheden                                                                     |
| 1989–1990   | 1st & Ten                                               | Vito Del Greco/Johnny Gunn |                                                                                    |
| 1990        | When Will I Be Loved?                                   | Jessie                     | NBC Televisiefilm                                                                  |
| 1990–1991   | The Fanelli Boys                                        | Frankie Fanelli            | Aflevering: El Sid                                                                 |
| 1991        | In a Child's Name                                       | Jerry Cimarelli            | CBS Televisiefilm                                                                  |
| 1991–1994   | Dinosaurs                                               | Spike                      | Aflevering: Child of Hope                                                          |
| 1992        | Something to Live for: The Alison Gertz Story           | David                      | ABC Televisiefilm                                                                  |
| 1993        | Without a Kiss Goodbye (ook bekend als Falsely Accused) | Ray Samuels                | CBS Televisiefilm                                                                  |
| 1993        | The Boys                                                | Doug Kirkfield             |                                                                                    |
| 1994        | The Adventures of Pete & Pete                           | Cecil Tucker               | Aflevering: Don't Tread on Pete                                                    |
| 1994        | Golden Gate                                             | Douglas 'BW' Carlino       | TV-Pilot                                                                           |
| 1995        | A Dangerous Affair                                      | Tommy Moretti              | ABC Televisiefilm                                                                  |
| 1995        | Hope & Gloria                                           | Billy                      | Aflevering: Love with an Improper Stranger                                         |
| 1995        | Misery Loves Company                                    | Mitch                      |                                                                                    |
| 1995        | Roseanne                                                | Jackie's Date              | Aflevering: Single Married Female                                                  |
| 1996–1997   | NYPD Blue                                               | Jimmy Liery                |                                                                                    |
| 1997        | The Last Don                                            | Boz Skannet                | Miniserie                                                                          |
| 1997        | Leaving L.A.                                            | Reed Sims                  |                                                                                    |
| 1997        | Every 9 Seconds                                         | Richard Sutherland         | NBC Televisiefilm                                                                  |
| 1997        | Brooklyn South                                          | Joe                        | Aflevering: Wild Irish Woes Aflevering: McMurder One Aflevering: Dublin or Nothin' |
| 1998        | Target Earth                                            | Det. Samuel 'Sam' Adams    | ABC Televisiefilm                                                                  |
| 1998        | Homicide: Life on the Street                            | Bounty Hunter Dennis Knoll | Aflevering: Wanted Dead or Alive (1) Aflevering: Wanted Dead or Alive (2)          |
| 1998–2003   | Oz                                                      | Chris Keller               |                                                                                    |
| 1999        | Shift                                                   | Louis                      | Televisiefilm                                                                      |
| 1999 – 2011 | Law & Order: Special Victims Unit                       | Detective Elliot Stabler   |                                                                                    |
| 2000        | Law & Order                                             | Detective Elliot Stabler   | Aflevering: Entitled (2) Aflevering: Fools For Love                                |
| 2002        | Murder in Greenwich                                     | Mark Fuhrman               | Televisiefilm                                                                      |
| 2003        | Scrubs                                                  | Dr. Dave Norris            | Aflevering: My White Whale                                                         |
| 2005        | Wonder Showzen                                          | Cooties Spokesman          | Aflevering: Health                                                                 |
| 2005        | Law & Order: Trial by Jury                              | Detective Elliot Stabler   | Aflevering: Day                                                                    |
| 2008        | Gym Teacher: The Movie                                  | Dave Stewie                | Nickelodeon Televisiefilm                                                          |

## Prijzen en nominaties
Emmy Awards
- 2006: Genomineerd, "Outstanding Lead Actor in a Drama Series" - Law & Order: Special Victims Unit

PRISM Awards
- 2004: Genomineerd, "Performance in a TV Drama Series Episode" - Law & Order: Special Victims Unit
- 2008: Genomineerd, "Performance in a TV Drama Series Episode" - Law & Order: Special Victims Unit

- Bibsys: 11056900
- Bibliothèque nationale de France: cb150015114 (data)
- Gemeinsame Normdatei: 1013835999
- International Standard Name Identifier: 0000 0001 2098 2505
- Library of Congress Control Number: no00022115
- MusicBrainz: db8b1ce4-eae9-49bb-8955-c8a7350a65a4
- Système universitaire de documentation: 184502810
- Virtual International Authority File: 42149066632865602496